# Carretera del Norte de Fuerteventura
La Carretera del Norte de Fuerteventura o  FV-1  , es la que conecta la capital majorera (Puerto del Rosario) con el municipio de La Oliva. A principios del 2019 se abrió por completo el tramo de autovía que une Corralejo (La Oliva) con La Caldereta; sustituyendo así a la antigua carretera que pasaba por el Parque natural de Corralejo y que actualmente se conoce como  FV-104 .

## Recorrido
|      | Carretera de enlace y dirección | Carretera de enlace y dirección                          | en construcción                                               | en construcción                                               | en construcción                                               |
| ---- | ------------------------------- | -------------------------------------------------------- | ------------------------------------------------------------- | ------------------------------------------------------------- | ------------------------------------------------------------- |
|      | FV-1                            | puerto de Corralejo                                      | /                                                             | /                                                             | /                                                             |
| 2x1  |                                 | / Calle Galica                                           | /                                                             | /                                                             | /                                                             |
| 2x2  |                                 |                                                          | /                                                             | /                                                             | /                                                             |
|      |                                 | / Avenida Juan Carlos I                                  | /                                                             | /                                                             | /                                                             |
|      |                                 | / Lugar Puerto del Morro Jable                           | /                                                             | /                                                             | /                                                             |
|      | - FV-104 FV-1                   | Corralejo grandes playas de Corralejo Puerto del Rosario | hasta 2018 II. tramo ampliación de antiguo FV-101             | hasta 2018 II. tramo ampliación de antiguo FV-101             | hasta 2018 II. tramo ampliación de antiguo FV-101             |
|      | - FV-1                          | Geafond Puerto del Rosario                               | hasta 2018 II. tramo ampliación de antiguo FV-101             | hasta 2018 II. tramo ampliación de antiguo FV-101             | hasta 2018 II. tramo ampliación de antiguo FV-101             |
|      | FV-1                            |                                                          | hasta 2018 II. tramo ampliación de antiguo FV-101             | hasta 2018 II. tramo ampliación de antiguo FV-101             | hasta 2018 II. tramo ampliación de antiguo FV-101             |
| 25   | -                               | La Capellanía                                            | 2009-2017 duración de las obras de construcción de nuevo FV-1 | 2009-2017 duración de las obras de construcción de nuevo FV-1 | 2009-2017 duración de las obras de construcción de nuevo FV-1 |
| 22   | FV-109 FV-101                   | Lajares El Cotillo Villaverde La Oliva                   | 2009-2017 duración de las obras de construcción de nuevo FV-1 | 2009-2017 duración de las obras de construcción de nuevo FV-1 | 2009-2017 duración de las obras de construcción de nuevo FV-1 |
| 15   | FV-104                          | Parque Holandés                                          | 2020-2022                                                     | 2020-2022                                                     | 2020-2022                                                     |
|      | FV-102                          | Caldereta La Oliva                                       | 2020-2023III. tramo                                           | 2020-2023III. tramo                                           | 2020-2023III. tramo                                           |
|      | FV-214                          | Guisguey                                                 | 2020-2023III. tramo                                           | 2020-2023III. tramo                                           | 2020-2023III. tramo                                           |
| 2x1  |                                 |                                                          | 2x2                                                           |                                                               |                                                               |
|      | FV-214                          | Guisguey                                                 | plan.                                                         | FV-10                                                         | La Olivia norte de Fuerteventura                              |
| FV-1 | Puerto del Rosario              |                                                          | plan.                                                         | FV-10                                                         | La Olivia norte de Fuerteventura                              |
|      | -                               | Puerto Lajas                                             | plan.                                                         | FV-20                                                         | Antigua centro de Fuerteventura                               |
| FV-1 | Puerto del Rosario              |                                                          | plan.                                                         | FV-20                                                         | Antigua centro de Fuerteventura                               |
|      | FV-230                          | Rosa de la Monja                                         | plan.                                                         |                                                               | aeropuerto                                                    |
|      | FV-3                            | Cinturón de Puerto del Rosario                           |                                                               | FV-2                                                          | Morro Jable                                                   |
|      | -                               | Calle Barquillos Paraje Rosa De la Arena                 |                                                               | FV-2                                                          | Morro Jable                                                   |
| FV-1 | fin de la Carretera del Norte   |                                                          |                                                               | FV-2                                                          | Morro Jable                                                   |